# Чемпионат мира по хоккею с шайбой среди молодёжных команд 2021
Чемпионат мира по хоккею с шайбой среди молодёжных команд 2021 — 45-й турнир молодёжного чемпионата мира под эгидой ИИХФ, прошедший в канадском городе Эдмонтон с 25 декабря 2020 года по 5 января 2021 года. Этот турнир стал третьим в истории Эдмонтона. Первоначально планировалось также проведение матчей и в городе Ред-Дир, но из-за пандемии коронавируса турнир состоялся только в Эдмонтоне без зрителей. Выбывания и понижения в классе по итогам чемпионата не проводилось.

## Арены
| Роджерс Плэйс     |
| ----------------- |
|                   |
| Канада — Эдмонтон |

## Сборные
| Северная Америка Канада× США* Европа Австрия^ Германия* Словакия* | Финляндия* Швейцария* Швеция* Россия* Чехия* |  |

* = 8 команд автоматически квалифицируются в высший дивизион по итогам чемпионата мира 2020 года
^ = Команда перешла в высший дивизион по итогам первого дивизиона чемпионата мира 2020 года
× = Квалифицировались как хозяева чемпионата

## Судьи
ИИХФ утвердила 14 главных и 12 линейных судей для обслуживания матчей чемпионата мира.
| Главные судьи - Адам Блоски - Майкл Кэмпбелл - Александр Гарон - Оливье Гуэн - Кайл Ковальски - Фрейзер Лоуренс - Гильом Лабонте - Майк Лангин - Кевин Майе - Мэтью Меннити - Марк Пирс - Бретт Роланд - Картер Сендлак - Тайсон Стюарт | Линейные судьи - Гильом Брюнелль - Максим Шапю - Джонатан Дешам - Дион Фостер - Адам Харрис - Брэтт Макки - Келси Махоуни - Мэттью Маннелла - Майкл Макгоуэн - Бен О‘Куинн - Натан Ванустен - Таррингтон Вионцек |  |

## Предварительный раунд
|  | Команды, выходящие в четвертьфинал |
|  | Команды, не попадающие в плей-офф  |

### Группа A
| М | Сборная   | И | В | ВО | ПО | П | ШЗ | ШП | РШ  | О  |
| - | --------- | - | - | -- | -- | - | -- | -- | --- | -- |
| 1 | Канада    | 4 | 4 | 0  | 0  | 0 | 33 | 4  | +29 | 12 |
| 2 | Финляндия | 4 | 3 | 0  | 0  | 1 | 16 | 8  | +8  | 9  |
| 3 | Германия  | 4 | 1 | 1  | 0  | 2 | 14 | 28 | -14 | 5  |
| 4 | Словакия  | 4 | 1 | 0  | 1  | 2 | 5  | 13 | -8  | 4  |
| 5 | Швейцария | 4 | 0 | 0  | 0  | 4 | 5  | 20 | -15 | 0  |

| 25 декабря 2020 12:00 | Швейцария | 0:1 (0:0, 0:0, 0:1) | Словакия | Роджерс Плэйс |

| Отчёт  | Отчёт                     | Отчёт                                    | Отчёт                       | Отчёт                                                                         |
| ------ | ------------------------- | ---------------------------------------- | --------------------------- | ----------------------------------------------------------------------------- |
|        |                           |                                          |                             |                                                                               |
|        | Тибо Фаттон — 00:00-58:40 | Вратари                                  | 00:00-60:00 — Шимон Латкоци | Судьи: Лоуренс Фрейзер Картер Сендлак Линейные судьи: Максим Шапю Адам Харрис |
|        | Голы:                     |                                          |                             | Судьи: Лоуренс Фрейзер Картер Сендлак Линейные судьи: Максим Шапю Адам Харрис |
|        | 0:1                       | 54:17 — Роман Файт (М. Мразик, Ш. Немец) |                             | Судьи: Лоуренс Фрейзер Картер Сендлак Линейные судьи: Максим Шапю Адам Харрис |
|        |                           |                                          |                             | Судьи: Лоуренс Фрейзер Картер Сендлак Линейные судьи: Максим Шапю Адам Харрис |
|        |                           |                                          |                             | Судьи: Лоуренс Фрейзер Картер Сендлак Линейные судьи: Максим Шапю Адам Харрис |
|        |                           |                                          |                             | Судьи: Лоуренс Фрейзер Картер Сендлак Линейные судьи: Максим Шапю Адам Харрис |
| 12 мин | Штраф                     | 18 мин                                   |                             | Судьи: Лоуренс Фрейзер Картер Сендлак Линейные судьи: Максим Шапю Адам Харрис |
|        |                           |                                          |                             |                                                                               |
|        | 28                        | Броски                                   | 32                          |                                                                               |

| 25 декабря 2020 16:00 | Германия | 3:5 (0:2, 2:3, 1:0) | Финляндия | Роджерс Плэйс |

| Отчёт | Отчёт                           | Отчёт | Отчёт                        | Отчёт                                                                           |
| --- | ------------------------------- | --- | ---------------------------- | ------------------------------------------------------------------------------- |
| |                                 | |                              |                                                                                 |
| | Арно Тифензе — 00:00-58:10      | Вратари | 00:00-59:52 — Кари Пииройнен | Судьи: Кайл Ковальски Тайсон Стюарт Линейные судьи: Бретт Макки Мэттью Маннелла |
| | Голы:                           | |                              | Судьи: Кайл Ковальски Тайсон Стюарт Линейные судьи: Бретт Макки Мэттью Маннелла |
| Самюэль Дюбе (бол.) — 25:34 (Ю. Фолек) Тим Штюцле — 30:35 (Дж. Петерка, Ф. Элиас) Флориан Элиас — 48:13 (Т. Штюцле) | 0:1 0:2 0:3 1:3 2:3 2:4 2:5 3:5 | 03:38 — Антон Лунделль (С. Хатакка, Р. Хирвонен) 19:48 — Аку Рятю (Х. Никканен, В. Хейнола) 21:29 — Микаэль Пюухтия (М. Кокконен, А. Рятю) 31:53 — Топи Ниемеля (К. Симонтайваль) 33:51 — Хенри Никканен (бол.) (Ю. Пярссинен, Т. Ниемеля) |                              | Судьи: Кайл Ковальски Тайсон Стюарт Линейные судьи: Бретт Макки Мэттью Маннелла |
| |                                 | |                              | Судьи: Кайл Ковальски Тайсон Стюарт Линейные судьи: Бретт Макки Мэттью Маннелла |
| |                                 | |                              | Судьи: Кайл Ковальски Тайсон Стюарт Линейные судьи: Бретт Макки Мэттью Маннелла |
| |                                 | |                              | Судьи: Кайл Ковальски Тайсон Стюарт Линейные судьи: Бретт Макки Мэттью Маннелла |
| 6 мин | Штраф                           | 14 мин |                              | Судьи: Кайл Ковальски Тайсон Стюарт Линейные судьи: Бретт Макки Мэттью Маннелла |
| |                                 | |                              |                                                                                 |
| | 22                              | Броски | 50                           |                                                                                 |

| 26 декабря 2020 16:00 | Германия | 2:16 (1:4, 0:7, 1:5) | Канада | Роджерс Плэйс |

| Отчёт | Отчёт                                                                           | Отчёт | Отчёт                                               | Отчёт                                                                      |
| --- | ------------------------------------------------------------------------------- | --- | --------------------------------------------------- | -------------------------------------------------------------------------- |
| |                                                                                 | |                                                     |                                                                            |
| | Арно Тифензе — 00:00-20:00 Йонас Гер — 20:00-60:00                              | Вратари | 00:00-40:00 — Девон Леви 40:00-60:00 — Дилан Гаранд | Судьи: Адам Блоски Марк Пирс Линейные судьи: Гильом Брюнелль Келси Махоуни |
| | Голы:                                                                           | |                                                     | Судьи: Адам Блоски Марк Пирс Линейные судьи: Гильом Брюнелль Келси Махоуни |
| Джон-Джейсон Петерка (бол.) — 13:12 (Ф. Элиас, М. Альберг) Флориан Элиас (бол.) — 59:42 (Дж. Петерка, С. Гнип) | 0:1 0:2 1:2 1:3 1:4 1:5 1:6 1:7 1:8 1:9 1:10 1:11 1:12 1:13 1:14 1:15 1:16 2:16 | 01:54 — Кайден Гули (Дж. Куинн, Дж. Бэррон) 07:27 — Доусон Мерсер (мен.) 14:20 — Филип Томасино 19:58 — Пейтон Кребс (бол.) (Д. Козенс, К. Макмайкл) 22:40 — Доусон Мерсер (Ф. Томасино, Дж. Драйсдейл) 25:36 — Райан Сузуки (Д. Мерсер) 26:40 — Алекс Ньюхук (Д. Козенс) 30:59 — Алекс Ньюхук (Д. Козенс) 33:01 — Филип Томасино (Дж. Бэррон, Д. Мерсер) 38:14 — Дилан Козенс 39:51 — Пейтон Кребс (К. Перфетти) 40:37 — Дилан Козенс (бол.) (К. Макмайкл, К. Перфетти) 44:33 — Дилан Козенс (А. Ньюхук, Д. Холлоуэй) 45:02 — Якоб Пеллетье (Б. Байрэм, К. Байфилд) 46:24 — Томас Харли (К. Перфетти, П. Кребс) 48:38 — Коннор Макмайкл (мен.) |                                                     | Судьи: Адам Блоски Марк Пирс Линейные судьи: Гильом Брюнелль Келси Махоуни |
| |                                                                                 | |                                                     | Судьи: Адам Блоски Марк Пирс Линейные судьи: Гильом Брюнелль Келси Махоуни |
| |                                                                                 | |                                                     | Судьи: Адам Блоски Марк Пирс Линейные судьи: Гильом Брюнелль Келси Махоуни |
| |                                                                                 | |                                                     | Судьи: Адам Блоски Марк Пирс Линейные судьи: Гильом Брюнелль Келси Махоуни |
| 8 мин | Штраф                                                                           | 33 мин |                                                     | Судьи: Адам Блоски Марк Пирс Линейные судьи: Гильом Брюнелль Келси Махоуни |
| |                                                                                 | |                                                     |                                                                            |
| | 15                                                                              | Броски | 44                                                  |                                                                            |

| 27 декабря 2020 12:00 | Финляндия | 4:1 (1:1, 1:0, 2:0) | Швейцария | Роджерс Плэйс |

| Отчёт | Отчёт                       | Отчёт                                                 | Отчёт                     | Отчёт                                                                     |
| --- | --------------------------- | ----------------------------------------------------- | ------------------------- | ------------------------------------------------------------------------- |
| |                             |                                                       |                           |                                                                           |
| | Роопе Тапонен — 00:00-60:00 | Вратари                                               | 00:00-60:00 — Тибо Фаттон | Судьи: Александр Гарон Кевин Майе Линейные судьи: Бен О‘Куинн Адам Харрис |
| | Голы:                       |                                                       |                           | Судьи: Александр Гарон Кевин Майе Линейные судьи: Бен О‘Куинн Адам Харрис |
| Антон Лунделль — 04:20 (К. Симонтайваль) Юусо Парссинен (бол.) — 24:53 (Т. Ниемеля, Б. Ламберт) Аку Рятю (бол.) — 50:41 (Б. Ламберт, Т. Ниемеля) Каспер Симонтайваль (бол.) — 56:49 (Р. Хирвонен, А. Лунделль) | 0:1 :1 2:1 3:1 4:1          | 03:44 — Аттилио Бьяска (бол.) (Р. Фуст, Д. Алленшпах) |                           | Судьи: Александр Гарон Кевин Майе Линейные судьи: Бен О‘Куинн Адам Харрис |
| |                             |                                                       |                           | Судьи: Александр Гарон Кевин Майе Линейные судьи: Бен О‘Куинн Адам Харрис |
| |                             |                                                       |                           | Судьи: Александр Гарон Кевин Майе Линейные судьи: Бен О‘Куинн Адам Харрис |
| |                             |                                                       |                           | Судьи: Александр Гарон Кевин Майе Линейные судьи: Бен О‘Куинн Адам Харрис |
| 12 мин | Штраф                       | 10 мин                                                |                           | Судьи: Александр Гарон Кевин Майе Линейные судьи: Бен О‘Куинн Адам Харрис |
| |                             |                                                       |                           |                                                                           |
| | 43                          | Броски                                                | 14                        |                                                                           |

| 27 декабря 2020 16:00 | Словакия | 1:3 (0:1, 0:0, 1:2) | Канада | Роджерс Плэйс |

| Отчёт                                             | Отчёт                                                                                  | Отчёт | Отчёт                    | Отчёт                                                                           |
| ------------------------------------------------- | -------------------------------------------------------------------------------------- | --- | ------------------------ | ------------------------------------------------------------------------------- |
|                                                   |                                                                                        | |                          |                                                                                 |
|                                                   | Самуэль Главай — 00:00-58:25 Самуэль Главай — 58:36-59:06 Самуэль Главай — 59:47-60:00 | Вратари | 00:00-60:00 — Девон Леви | Судьи: Майк Лангин Тайсон Стюарт Линейные судьи: Джонатан Дешам Мэттью Маннелла |
|                                                   | Голы:                                                                                  | |                          | Судьи: Майк Лангин Тайсон Стюарт Линейные судьи: Джонатан Дешам Мэттью Маннелла |
| Мартин Хромьяк (бол.) — 58:36 (Р. Файт, Ш. Немец) | 0:1 0:2 1:2 1:3                                                                        | 04:08 — Джордан Спенс (Ф. Томасино, Д. Мерсер) 56:25 — Филип Томасино (Д. Козенс) 59:47 — Джек Куинн (п.в.) |                          | Судьи: Майк Лангин Тайсон Стюарт Линейные судьи: Джонатан Дешам Мэттью Маннелла |
|                                                   |                                                                                        | |                          | Судьи: Майк Лангин Тайсон Стюарт Линейные судьи: Джонатан Дешам Мэттью Маннелла |
|                                                   |                                                                                        | |                          | Судьи: Майк Лангин Тайсон Стюарт Линейные судьи: Джонатан Дешам Мэттью Маннелла |
|                                                   |                                                                                        | |                          | Судьи: Майк Лангин Тайсон Стюарт Линейные судьи: Джонатан Дешам Мэттью Маннелла |
| 4 мин                                             | Штраф                                                                                  | 6 мин |                          | Судьи: Майк Лангин Тайсон Стюарт Линейные судьи: Джонатан Дешам Мэттью Маннелла |
|                                                   |                                                                                        | |                          |                                                                                 |
|                                                   | 18                                                                                     | Броски | 23                       |                                                                                 |

| 28 декабря 2020 19:30 | Словакия | 3:4 (OT) (1:1, 2:2, 0:0, 0:1) | Германия | Роджерс Плэйс |

| Отчёт | Отчёт                       | Отчёт | Отчёт                       | Отчёт                                                                            |
| --- | --------------------------- | --- | --------------------------- | -------------------------------------------------------------------------------- |
| |                             | |                             |                                                                                  |
| | Шимон Латкоци — 00:00-64:01 | Вратари | 00:00-64:01 — Флориан Бугль | Судьи: Мэтью Меннити Бретт Роланд Линейные судьи: Брэтт Макки Таррингтон Вионцек |
| | Голы:                       | |                             | Судьи: Мэтью Меннити Бретт Роланд Линейные судьи: Брэтт Макки Таррингтон Вионцек |
| Михал Мразик (мен.) — 10:07 (А. Гольян) Алексей Миклуха — 23:10 (Я. Коленич, Ю. Элиаш) Михал Мразик (бол.) — 34:41 (Ш. Немец, С. Еллуш) | 0:1 :1 2:1 2:2 3:2 3:3 3:4  | 05:39 — Тим Штюцле (Ф. Элиас, С. Гнип) 28:13 — Тим Штюцле (бол.) (С. Гнип, Ф. Бугль) 39:14 — Флориан Элиас (бол.) (С. Гнип, Дж. Петерка) 64:01 — Марио Циммерманн (бол.) (Дж. Петерка, Т. Штюцле) |                             | Судьи: Мэтью Меннити Бретт Роланд Линейные судьи: Брэтт Макки Таррингтон Вионцек |
| |                             | |                             | Судьи: Мэтью Меннити Бретт Роланд Линейные судьи: Брэтт Макки Таррингтон Вионцек |
| |                             | |                             | Судьи: Мэтью Меннити Бретт Роланд Линейные судьи: Брэтт Макки Таррингтон Вионцек |
| |                             | |                             | Судьи: Мэтью Меннити Бретт Роланд Линейные судьи: Брэтт Макки Таррингтон Вионцек |
| 14 мин | Штраф                       | 6 мин |                             | Судьи: Мэтью Меннити Бретт Роланд Линейные судьи: Брэтт Макки Таррингтон Вионцек |
| |                             | |                             |                                                                                  |
| | 25                          | Броски | 32                          |                                                                                  |

| 29 декабря 2020 16:00 | Канада | 10:0 (1:0, 4:0, 5:0) | Швейцария | Роджерс Плэйс |

| Отчёт | Отчёт                                    | Отчёт   | Отчёт                     | Отчёт                                                                             |
| --- | ---------------------------------------- | ------- | ------------------------- | --------------------------------------------------------------------------------- |
| |                                          |         |                           |                                                                                   |
| | Девон Леви — 00:00-60:00                 | Вратари | 00:00-60:00 — Ноа Патенод | Судьи: Александр Гарон Фрейзер Лоуренс Линейные судьи: Брэтт Макки Натан Ванустен |
| | Голы:                                    |         |                           | Судьи: Александр Гарон Фрейзер Лоуренс Линейные судьи: Брэтт Макки Натан Ванустен |
| Филип Томасино — 01:30 (К. Байфилд, Дж. Куинн) Дилан Козенс (бол.) — 21:40 (К. Перфетти, К. Макмайкл) Якоб Пеллетье — 28:02 (К. Зари, К. Байфилд) Райан Сузуки (бол.) — 33:44 (К. Байфилд, А. Ньюхук) Коннор Макмайкл — 37:53 (Д. Козенс) Куинтон Байфилд (бол.) — 45:16 (Дж. Драйсдейл, Р. Сузуки) Куинтон Байфилд — 48:07 (Дж. Куинн, Я. Пеллетье) Коул Перфетти — 49:09 (П. Кребс, А. Ньюхук) Кайден Гули — 53:28 (К. Корчак, П. Кребс) Якоб Пеллетье — 55:35 (К. Байфилд) | 1:0 2:0 3:0 4:0 5:0 6:0 7:0 8:0 9:0 10:0 |         |                           | Судьи: Александр Гарон Фрейзер Лоуренс Линейные судьи: Брэтт Макки Натан Ванустен |
| |                                          |         |                           | Судьи: Александр Гарон Фрейзер Лоуренс Линейные судьи: Брэтт Макки Натан Ванустен |
| |                                          |         |                           | Судьи: Александр Гарон Фрейзер Лоуренс Линейные судьи: Брэтт Макки Натан Ванустен |
| |                                          |         |                           | Судьи: Александр Гарон Фрейзер Лоуренс Линейные судьи: Брэтт Макки Натан Ванустен |
| 12 мин | Штраф                                    | 22 мин  |                           | Судьи: Александр Гарон Фрейзер Лоуренс Линейные судьи: Брэтт Макки Натан Ванустен |
| |                                          |         |                           |                                                                                   |
| | 52                                       | Броски  | 15                        |                                                                                   |

| 30 декабря 2020 12:00 | Финляндия | 6:0 (1:0, 2:0, 3:0) | Словакия | Роджерс Плэйс |

| Отчёт | Отчёт                        | Отчёт   | Отчёт                        | Отчёт                                                                    |
| --- | ---------------------------- | ------- | ---------------------------- | ------------------------------------------------------------------------ |
| |                              |         |                              |                                                                          |
| | Кари Пииройнен — 00:00-60:00 | Вратари | 00:00-60:00 — Самуэль Главай | Судьи: Адам Блоски Кевин Майе Линейные судьи: Дион Фостер Майкл Макгоуэн |
| | Голы:                        |         |                              | Судьи: Адам Блоски Кевин Майе Линейные судьи: Дион Фостер Майкл Макгоуэн |
| Антон Лунделль — 08:57 (К. Симонтайваль, Р. Хирвонен) Топи Ниемеля — 26:09 (А. Лунделль) Каспер Симонтайваль — 28:35 (А. Лунделль, Т. Ниемеля) Сантери Хатакка — 46:10 (Р. Хирвонен) Самуэль Хелениус — 47:27 (Б. Корхонен, М. Петман) Самуэль Хелениус — 53:49 (Б. Корхонен) | 1:0 2:0 3:0 4:0 5:0 6:0      |         |                              | Судьи: Адам Блоски Кевин Майе Линейные судьи: Дион Фостер Майкл Макгоуэн |
| |                              |         |                              | Судьи: Адам Блоски Кевин Майе Линейные судьи: Дион Фостер Майкл Макгоуэн |
| |                              |         |                              | Судьи: Адам Блоски Кевин Майе Линейные судьи: Дион Фостер Майкл Макгоуэн |
| |                              |         |                              | Судьи: Адам Блоски Кевин Майе Линейные судьи: Дион Фостер Майкл Макгоуэн |
| 6 мин | Штраф                        | 10 мин  |                              | Судьи: Адам Блоски Кевин Майе Линейные судьи: Дион Фостер Майкл Макгоуэн |
| |                              |         |                              |                                                                          |
| | 50                           | Броски  | 12                           |                                                                          |

| 30 декабря 2020 16:00 | Швейцария | 4:5 (0:3, 0:1, 4:1) | Германия | Роджерс Плэйс |

| Отчёт | Отчёт                                               | Отчёт | Отчёт                       | Отчёт                                                                       |
| --- | --------------------------------------------------- | --- | --------------------------- | --------------------------------------------------------------------------- |
| |                                                     | |                             |                                                                             |
| | Тибо Фаттон — 00:00-56:22 Тибо Фаттон — 57:39-57:59 | Вратари | 00:00-60:00 — Флориан Бугль | Судьи: Гильом Лабонте Марк Пирс Линейные судьи: Гильом Брюнелль Максим Шапю |
| | Голы:                                               | |                             | Судьи: Гильом Лабонте Марк Пирс Линейные судьи: Гильом Брюнелль Максим Шапю |
| Ноа Делемон — 49:59 (Д. Алленшпах, Л. Каноника) Ронни Делер — 50:55 Ноа Майер (бол.) — 58:14 (Д. Алленшпах) Симон Кнак (бол.) — 59:36 (Н. Майер, И. Барагано) | 0:1 0:2 0:3 0:4 1:4 2:4 2:5 3:5 4:5                 | 04:38 — Джон-Джейсон Петерка (Т. Штюцле, Ф. Элиас) 09:08 — Тим Штюцле (Ф. Элиас, Дж. Петерка) 17:16 — Джон-Джейсон Петерка (бол.) (Т. Штюцле, М. Альберг) 33:19 — Тим Штюцле (бол.) (Дж. Петерка) 57:39 — Джон-Джейсон Петерка (п.в.) (Т. Штюцле) |                             | Судьи: Гильом Лабонте Марк Пирс Линейные судьи: Гильом Брюнелль Максим Шапю |
| |                                                     | |                             | Судьи: Гильом Лабонте Марк Пирс Линейные судьи: Гильом Брюнелль Максим Шапю |
| |                                                     | |                             | Судьи: Гильом Лабонте Марк Пирс Линейные судьи: Гильом Брюнелль Максим Шапю |
| |                                                     | |                             | Судьи: Гильом Лабонте Марк Пирс Линейные судьи: Гильом Брюнелль Максим Шапю |
| 16 мин | Штраф                                               | 37 мин |                             | Судьи: Гильом Лабонте Марк Пирс Линейные судьи: Гильом Брюнелль Максим Шапю |
| |                                                     | |                             |                                                                             |
| | 35                                                  | Броски | 25                          |                                                                             |

| 31 декабря 2020 16:00 | Канада | 4:1 (1:0, 2:0, 1:1) | Финляндия | Роджерс Плэйс |

| Отчёт | Отчёт                    | Отчёт                                                  | Отчёт                                                     | Отчёт                                                                        |
| --- | ------------------------ | ------------------------------------------------------ | --------------------------------------------------------- | ---------------------------------------------------------------------------- |
| |                          |                                                        |                                                           |                                                                              |
| | Девон Леви — 00:00-60:00 | Вратари                                                | 00:00-57:36 — Кари Пииройнен 58:43-60:00 — Кари Пииройнен | Судьи: Майкл Кэмпбелл Майк Лангин Линейные судьи: Джонатан Дешам Бен О‘Куинн |
| | Голы:                    |                                                        |                                                           | Судьи: Майкл Кэмпбелл Майк Лангин Линейные судьи: Джонатан Дешам Бен О‘Куинн |
| Дилан Козенс — 03:49 Дилан Холлоуэй — 26:54 (Я. Пеллетье, Б. Шнайдер) Пейтон Кребс — 32:58 (Б. Байрэм, К. Зари) Дилан Козенс (п.в.) — 58:43 | 1:0 2:0 3:0 3:1 4:1      | 45:05 — Брэд Ламберт (бол.) (Т. Ниемеля, Ю. Парссинен) |                                                           | Судьи: Майкл Кэмпбелл Майк Лангин Линейные судьи: Джонатан Дешам Бен О‘Куинн |
| |                          |                                                        |                                                           | Судьи: Майкл Кэмпбелл Майк Лангин Линейные судьи: Джонатан Дешам Бен О‘Куинн |
| |                          |                                                        |                                                           | Судьи: Майкл Кэмпбелл Майк Лангин Линейные судьи: Джонатан Дешам Бен О‘Куинн |
| |                          |                                                        |                                                           | Судьи: Майкл Кэмпбелл Майк Лангин Линейные судьи: Джонатан Дешам Бен О‘Куинн |
| 2 мин | Штраф                    | 10 мин                                                 |                                                           | Судьи: Майкл Кэмпбелл Майк Лангин Линейные судьи: Джонатан Дешам Бен О‘Куинн |
| |                          |                                                        |                                                           |                                                                              |
| | 40                       | Броски                                                 | 19                                                        |                                                                              |

### Группа B
| М | Сборная | И | В | ВО | ПО | П | ШЗ | ШП | РШ  | О |
| - | ------- | - | - | -- | -- | - | -- | -- | --- | - |
| 1 | США     | 4 | 3 | 0  | 0  | 1 | 25 | 5  | +20 | 9 |
| 2 | Россия  | 4 | 2 | 1  | 0  | 1 | 16 | 9  | +7  | 8 |
| 3 | Швеция  | 4 | 2 | 0  | 1  | 1 | 14 | 9  | +5  | 7 |
| 4 | Чехия   | 4 | 2 | 0  | 0  | 2 | 10 | 14 | -4  | 6 |
| 5 | Австрия | 4 | 0 | 0  | 0  | 4 | 1  | 29 | -28 | 0 |

| 25 декабря 2020 19:30 | Россия | 5:3 (1:1, 3:0, 1:2) | США | Роджерс Плэйс |

| Отчёт | Отчёт                           | Отчёт | Отчёт | Отчёт                                                                      |
| --- | ------------------------------- | --- | --- | -------------------------------------------------------------------------- |
| |                                 | | |                                                                            |
| | Ярослав Аскаров — 00:00-60:00   | Вратари | 00:00-32:15 — Спенсер Найт 32:15-57:12 — Дастин Вольф 57:42-58:59 — Дастин Вольф 59:39-60:00 — Дастин Вольф | Судьи: Оливье Гуэн Бретт Роланд Линейные судьи: Бен О‘Куинн Натан Ванустен |
| | Голы:                           | | | Судьи: Оливье Гуэн Бретт Роланд Линейные судьи: Бен О‘Куинн Натан Ванустен |
| Василий Пономарёв — 08:07 (А. Князев, К. Кирсанов) Захар Бардаков — 23:12 (М. Грошев) Василий Пономарёв — 31:08 Илья Сафонов — 32:15 Егор Чинахов (п.в.) — 59:39 (Р. Амиров, М. Хуснутдинов) | 1:0 1:1 2:1 3:1 4:1 4:2 4:3 5:3 | 14:01 — Кэм Йорк (К. Кофилд, М. Болди) 49:57 — Джон Фариначчи (Д. Хеллесон, Б. Бринк) 57:42 — Тревор Зеграс (бол.) (К. Йорк) | | Судьи: Оливье Гуэн Бретт Роланд Линейные судьи: Бен О‘Куинн Натан Ванустен |
| |                                 | | | Судьи: Оливье Гуэн Бретт Роланд Линейные судьи: Бен О‘Куинн Натан Ванустен |
| |                                 | | | Судьи: Оливье Гуэн Бретт Роланд Линейные судьи: Бен О‘Куинн Натан Ванустен |
| |                                 | | | Судьи: Оливье Гуэн Бретт Роланд Линейные судьи: Бен О‘Куинн Натан Ванустен |
| 8 мин | Штраф                           | 2 мин | | Судьи: Оливье Гуэн Бретт Роланд Линейные судьи: Бен О‘Куинн Натан Ванустен |
| |                                 | | |                                                                            |
| | 24                              | Броски | 26 |                                                                            |

| 26 декабря 2020 12:00 | Швеция | 7:1 (1:1, 3:0, 3:0) | Чехия | Роджерс Плэйс |

| Отчёт | Отчёт                          | Отчёт                                         | Отчёт                   | Отчёт                                                                                  |
| --- | ------------------------------ | --------------------------------------------- | ----------------------- | -------------------------------------------------------------------------------------- |
| |                                |                                               |                         |                                                                                        |
| | Хуго Альнефельт — 00:00-60:00  | Вратари                                       | 00:00-60:00 — Ник Малик | Судьи: Майкл Кэмпбелл Гильом Лабонте Линейные судьи: Джонатан Дешам Таррингтон Вионцек |
| | Голы:                          |                                               |                         | Судьи: Майкл Кэмпбелл Гильом Лабонте Линейные судьи: Джонатан Дешам Таррингтон Вионцек |
| Арвид Костмар — 10:46 (В. Сёдерстрём, А. Юханссон) Альбин Сундсвик (бол.) — 29:08 (С. Хольмстрём, Ф. Броберг) Эмиль Хейнеман (мен.) — 31:55 (Ф. Броберг, Т. Бьорнфот) Теодор Нидербах — 36:05 (Ф. Броберг, Э. Сёдерблум) Эльмер Сёдерблум (бол.) — 45:04 (Л. Рэймонд, В. Сёдерстрём) Оскар Бьерселиус — 52:22 (Т. Бьорнфот, З. Нюбек) Нуэль Гунлер (бол.) — 57:37 (В. Сёдерстрём, С. Хольмстрём) | 0:1 :1 2:1 3:1 4:1 5:1 6:1 7:1 | 10:14 — Ян Мышак (бол.) (Я. Пытлик, М. Теплы) |                         | Судьи: Майкл Кэмпбелл Гильом Лабонте Линейные судьи: Джонатан Дешам Таррингтон Вионцек |
| |                                |                                               |                         | Судьи: Майкл Кэмпбелл Гильом Лабонте Линейные судьи: Джонатан Дешам Таррингтон Вионцек |
| |                                |                                               |                         | Судьи: Майкл Кэмпбелл Гильом Лабонте Линейные судьи: Джонатан Дешам Таррингтон Вионцек |
| |                                |                                               |                         | Судьи: Майкл Кэмпбелл Гильом Лабонте Линейные судьи: Джонатан Дешам Таррингтон Вионцек |
| 10 мин | Штраф                          | 12 мин                                        |                         | Судьи: Майкл Кэмпбелл Гильом Лабонте Линейные судьи: Джонатан Дешам Таррингтон Вионцек |
| |                                |                                               |                         |                                                                                        |
| | 41                             | Броски                                        | 25                      |                                                                                        |

| 26 декабря 2020 19:30 | США | 11:0 (1:0, 6:0, 4:0) | Австрия | Роджерс Плэйс |

| Отчёт | Отчёт                                         | Отчёт   | Отчёт                                                        | Отчёт                                                                       |
| --- | --------------------------------------------- | ------- | ------------------------------------------------------------ | --------------------------------------------------------------------------- |
| |                                               |         |                                                              |                                                                             |
| | Дастин Вольф — 00:00-60:00                    | Вратари | 00:00-49:12 — Себастьян Вранешиц 49:12-60:00 — Якоб Бранднер | Судьи: Майк Лангин Мэтью Меннити Линейные судьи: Дион Фостер Майкл Макгоуэн |
| | Голы:                                         |         |                                                              | Судьи: Майк Лангин Мэтью Меннити Линейные судьи: Дион Фостер Майкл Макгоуэн |
| Дрю Хеллесон — 15:31 (А. Тюркотт, Т. Зеграс) Тревор Зеграс — 24:35 (А. Тюркотт, А. Калиев) Джон Фариначчи — 25:03 (Р. Джонсон, Б. Берард) Брендан Бриссон (бол.) — 28:05 (Дж. Сандерсон) Тревор Зеграс — 31:59 (А. Тюркотт) Мэттью Болди — 34:15 (М. Бенирс, Б. Фэйбер) Мэттью Болди (бол.) — 38:24 (А. Калиев, К. Йорк) Бретт Берард — 42:25 (Дж. Фариначчи) Брендан Бриссон — 43:07 (Т. Клевен, П. Мойнихан) Мэттью Болди — 45:52 (Т. Зеграс, П. Мойнихан) Сэм Коланджело — 49:45 (Б. Фэйбер, Б. Берард) | 1:0 2:0 3:0 4:0 5:0 6:0 7:0 8:0 9:0 10:0 11:0 |         |                                                              | Судьи: Майк Лангин Мэтью Меннити Линейные судьи: Дион Фостер Майкл Макгоуэн |
| |                                               |         |                                                              | Судьи: Майк Лангин Мэтью Меннити Линейные судьи: Дион Фостер Майкл Макгоуэн |
| |                                               |         |                                                              | Судьи: Майк Лангин Мэтью Меннити Линейные судьи: Дион Фостер Майкл Макгоуэн |
| |                                               |         |                                                              | Судьи: Майк Лангин Мэтью Меннити Линейные судьи: Дион Фостер Майкл Макгоуэн |
| 4 мин | Штраф                                         | 29 мин  |                                                              | Судьи: Майк Лангин Мэтью Меннити Линейные судьи: Дион Фостер Майкл Макгоуэн |
| |                                               |         |                                                              |                                                                             |
| | 73                                            | Броски  | 10                                                           |                                                                             |

| 27 декабря 2020 19:30 | Чехия | 2:0 (0:0, 1:0, 1:0) | Россия | Роджерс Плэйс |

| Отчёт                                                   | Отчёт                      | Отчёт   | Отчёт                         | Отчёт                                                                       |
| ------------------------------------------------------- | -------------------------- | ------- | ----------------------------- | --------------------------------------------------------------------------- |
|                                                         |                            |         |                               |                                                                             |
|                                                         | Лукаш Паржик — 00:00-60:00 | Вратари | 00:00-58:09 — Ярослав Аскаров | Судьи: Оливье Гуэн Кайл Ковальски Линейные судьи: Максим Шапю Келси Махоуни |
|                                                         | Голы:                      |         |                               | Судьи: Оливье Гуэн Кайл Ковальски Линейные судьи: Максим Шапю Келси Махоуни |
| Филип Коффер — 36:38 (Я. Рыхловски) Мартин Ланг — 45:07 | 1:0 2:0                    |         |                               | Судьи: Оливье Гуэн Кайл Ковальски Линейные судьи: Максим Шапю Келси Махоуни |
|                                                         |                            |         |                               | Судьи: Оливье Гуэн Кайл Ковальски Линейные судьи: Максим Шапю Келси Махоуни |
|                                                         |                            |         |                               | Судьи: Оливье Гуэн Кайл Ковальски Линейные судьи: Максим Шапю Келси Махоуни |
|                                                         |                            |         |                               | Судьи: Оливье Гуэн Кайл Ковальски Линейные судьи: Максим Шапю Келси Махоуни |
| 20 мин                                                  | Штраф                      | 4 мин   |                               | Судьи: Оливье Гуэн Кайл Ковальски Линейные судьи: Максим Шапю Келси Махоуни |
|                                                         |                            |         |                               |                                                                             |
|                                                         | 29                         | Броски  | 30                            |                                                                             |

| 28 декабря 2020 16:00 | Австрия | 0:4 (0:1, 0:2, 0:1) | Швеция | Роджерс Плэйс |

| Отчёт | Отчёт                            | Отчёт | Отчёт                         | Отчёт                                                                           |
| ----- | -------------------------------- | --- | ----------------------------- | ------------------------------------------------------------------------------- |
|       |                                  | |                               |                                                                                 |
|       | Себастьян Вранешиц — 00:00-60:00 | Вратари | 00:00-60:00 — Хуго Альнефельт | Судьи: Гильом Лабонте Кевин Майе Линейные судьи: Гильом Брюнелль Майкл Макгоуэн |
|       | Голы:                            | |                               | Судьи: Гильом Лабонте Кевин Майе Линейные судьи: Гильом Брюнелль Майкл Макгоуэн |
|       | 0:1 0:2 0:3 0:4                  | 17:45 — Нуэль Гунлер (бол.) (А. Юханссон, С. Хольмстрём) 24:36 — Теодор Нидербах (бол.) (В. Сёдерстрём, Л. Рэймонд) 30:57 — Нуэль Гунлер (С. Хольмстрём, Г. Берглунд) 52:37 — Лукас Рэймонд (А. Хольц, А. Сундсвик) |                               | Судьи: Гильом Лабонте Кевин Майе Линейные судьи: Гильом Брюнелль Майкл Макгоуэн |
|       |                                  | |                               | Судьи: Гильом Лабонте Кевин Майе Линейные судьи: Гильом Брюнелль Майкл Макгоуэн |
|       |                                  | |                               | Судьи: Гильом Лабонте Кевин Майе Линейные судьи: Гильом Брюнелль Майкл Макгоуэн |
|       |                                  | |                               | Судьи: Гильом Лабонте Кевин Майе Линейные судьи: Гильом Брюнелль Майкл Макгоуэн |
| 8 мин | Штраф                            | 0 мин |                               | Судьи: Гильом Лабонте Кевин Майе Линейные судьи: Гильом Брюнелль Майкл Макгоуэн |
|       |                                  | |                               |                                                                                 |
|       | 6                                | Броски | 65                            |                                                                                 |

| 29 декабря 2020 12:00 | США | 7:0 (0:0, 3:0, 4:0) | Чехия | Роджерс Плэйс |

| Отчёт | Отчёт                       | Отчёт   | Отчёт                                              | Отчёт                                                                            |
| --- | --------------------------- | ------- | -------------------------------------------------- | -------------------------------------------------------------------------------- |
| |                             |         |                                                    |                                                                                  |
| | Спенсер Найт — 00:00-60:00  | Вратари | 00:00-51:22 — Лукаш Паржик 51:22-60:00 — Ник Малик | Судьи: Майкл Кэмпбелл Картер Сендлак Линейные судьи: Мэттью Маннелла Бен О‘Куинн |
| | Голы:                       |         |                                                    | Судьи: Майкл Кэмпбелл Картер Сендлак Линейные судьи: Мэттью Маннелла Бен О‘Куинн |
| Бобби Бринк — 25:33 (Б. Берард) Тревор Зеграс — 33:30 (Г. Тран) Бобби Бринк — 35:56 (М. Бенирс, Р. Джонсон) Тревор Зеграс — 46:03 (Б. Фэйбер, К. Йорк) Артур Калиев (бол.) — 48:18 (К. Йорк, Т. Зеграс) Коул Кофилд (бол.) — 50:22 (Т. Зеграс, К. Йорк) Мэттью Болди (бол.) — 51:22 (Т. Зеграс, К. Кофилд) | 1:0 2:0 3:0 4:0 5:0 6:0 7:0 |         |                                                    | Судьи: Майкл Кэмпбелл Картер Сендлак Линейные судьи: Мэттью Маннелла Бен О‘Куинн |
| |                             |         |                                                    | Судьи: Майкл Кэмпбелл Картер Сендлак Линейные судьи: Мэттью Маннелла Бен О‘Куинн |
| |                             |         |                                                    | Судьи: Майкл Кэмпбелл Картер Сендлак Линейные судьи: Мэттью Маннелла Бен О‘Куинн |
| |                             |         |                                                    | Судьи: Майкл Кэмпбелл Картер Сендлак Линейные судьи: Мэттью Маннелла Бен О‘Куинн |
| 4 мин | Штраф                       | 24 мин  |                                                    | Судьи: Майкл Кэмпбелл Картер Сендлак Линейные судьи: Мэттью Маннелла Бен О‘Куинн |
| |                             |         |                                                    |                                                                                  |
| | 32                          | Броски  | 22                                                 |                                                                                  |

| 29 декабря 2020 19:30 | Австрия | 1:7 (0:4, 1:0, 0:3) | Россия | Роджерс Плэйс |

| Отчёт                            | Отчёт                           | Отчёт | Отчёт                       | Отчёт                                                                   |
| -------------------------------- | ------------------------------- | --- | --------------------------- | ----------------------------------------------------------------------- |
|                                  |                                 | |                             |                                                                         |
|                                  | Якоб Бранднер — 00:00-60:00     | Вратари | 00:00-60:00 — Артур Ахтямов | Судьи: Адам Блоски Марк Пирс Линейные судьи: Джонатан Дешам Дион Фостер |
|                                  | Голы:                           | |                             | Судьи: Адам Блоски Марк Пирс Линейные судьи: Джонатан Дешам Дион Фостер |
| Зенна Петерс — 27:38 (М. Каспер) | 0:1 0:2 0:3 0:4 1:4 1:5 1:6 1:7 | 04:04 — Родион Амиров (бул.) 06:11 — Василий Подколзин (Р. Бычков, С. Чистяков) 13:44 — Василий Подколзин (А. Князев, Р. Амиров) 16:19 — Марат Хуснутдинов (В. Подколзин, Р. Бычков) 41:46 — Артемий Князев (бол.) (Е. Афанасьев, М. Хуснутдинов) 57:44 — Егор Афанасьев (М. Абрамов, А. Грицюк) 58:29 — Арсений Грицюк (Е. Афанасьев, Р. Бычков) |                             | Судьи: Адам Блоски Марк Пирс Линейные судьи: Джонатан Дешам Дион Фостер |
|                                  |                                 | |                             | Судьи: Адам Блоски Марк Пирс Линейные судьи: Джонатан Дешам Дион Фостер |
|                                  |                                 | |                             | Судьи: Адам Блоски Марк Пирс Линейные судьи: Джонатан Дешам Дион Фостер |
|                                  |                                 | |                             | Судьи: Адам Блоски Марк Пирс Линейные судьи: Джонатан Дешам Дион Фостер |
| 4 мин                            | Штраф                           | 14 мин |                             | Судьи: Адам Блоски Марк Пирс Линейные судьи: Джонатан Дешам Дион Фостер |
|                                  |                                 | |                             |                                                                         |
|                                  | 18                              | Броски | 50                          |                                                                         |

| 30 декабря 2020 19:30 | Россия | 4:3 (OT) (2:1, 0:1, 1:1, 1:0) | Швеция | Роджерс Плэйс |

| Отчёт | Отчёт                         | Отчёт | Отчёт                                                           | Отчёт                                                                             |
| --- | ----------------------------- | --- | --------------------------------------------------------------- | --------------------------------------------------------------------------------- |
| |                               | |                                                                 |                                                                                   |
| | Ярослав Аскаров — 00:00-64:54 | Вратари | 00:00-57:56 — Йеспер Валльстедт 59:00-64:54 — Йеспер Валльстедт | Судьи: Бретт Роланд Картер Сендлак Линейные судьи: Адам Харрис Таррингтон Вионцек |
| | Голы:                         | |                                                                 | Судьи: Бретт Роланд Картер Сендлак Линейные судьи: Адам Харрис Таррингтон Вионцек |
| Егор Афанасьев — 07:28 (М. Абрамов, А. Грицюк) Родион Амиров (бол.) — 19:14 (В. Подколзин, М. Хуснутдинов) Кирилл Кирсанов (бол.) — 49:46 (А. Князев, Р. Амиров) Марат Хуснутдинов (бол.) — 64:54 (Р. Амиров, С. Чистяков) | 1:0 1:1 2:1 2:2 3:2 3:3 4:3   | 14:33 — Арвид Костмар (Н. Гунлер, С. Хольмстрём) 35:59 — Александр Хольц (А. Сундсвик, Э. Андре) 59:00 — Нуэль Гунлер (А. Хольц, В. Сёдерстрём) |                                                                 | Судьи: Бретт Роланд Картер Сендлак Линейные судьи: Адам Харрис Таррингтон Вионцек |
| |                               | |                                                                 | Судьи: Бретт Роланд Картер Сендлак Линейные судьи: Адам Харрис Таррингтон Вионцек |
| |                               | |                                                                 | Судьи: Бретт Роланд Картер Сендлак Линейные судьи: Адам Харрис Таррингтон Вионцек |
| |                               | |                                                                 | Судьи: Бретт Роланд Картер Сендлак Линейные судьи: Адам Харрис Таррингтон Вионцек |
| 10 мин | Штраф                         | 8 мин |                                                                 | Судьи: Бретт Роланд Картер Сендлак Линейные судьи: Адам Харрис Таррингтон Вионцек |
| |                               | |                                                                 |                                                                                   |
| | 35                            | Броски | 36                                                              |                                                                                   |

| 31 декабря 2020 12:00 | Чехия | 7:0 (0:0, 4:0, 3:0) | Австрия | Роджерс Плэйс |

| Отчёт | Отчёт                       | Отчёт   | Отчёт                            | Отчёт                                                                            |
| --- | --------------------------- | ------- | -------------------------------- | -------------------------------------------------------------------------------- |
| |                             |         |                                  |                                                                                  |
| | Ник Малик — 00:00-60:00     | Вратари | 00:00-60:00 — Себастьян Вранешиц | Судьи: Александр Гарон Кайл Ковальски Линейные судьи: Дион Фостер Майкл Макгоуэн |
| | Голы:                       |         |                                  | Судьи: Александр Гарон Кайл Ковальски Линейные судьи: Дион Фостер Майкл Макгоуэн |
| Шимон Кубичек — 26:21 (Д. Витух, П. Новак) Мартин Ланг — 32:05 (М. Гаш, С. Свозил) Мартин Ланг — 38:11 (Я. Мышак, Ш. Кубичек) Филип Пржикрыл — 39:27 (Р. Мужик, М. Беранек) Павел Новак — 41:39 (А. Рашка, Д. Йиржичек) Давид Йиржичек — 56:45 (Д. Витух, П. Новак) Ян Мышак — 59:34 (М. Ланг, М. Теплы) | 1:0 2:0 3:0 4:0 5:0 6:0 7:0 |         |                                  | Судьи: Александр Гарон Кайл Ковальски Линейные судьи: Дион Фостер Майкл Макгоуэн |
| |                             |         |                                  | Судьи: Александр Гарон Кайл Ковальски Линейные судьи: Дион Фостер Майкл Макгоуэн |
| |                             |         |                                  | Судьи: Александр Гарон Кайл Ковальски Линейные судьи: Дион Фостер Майкл Макгоуэн |
| |                             |         |                                  | Судьи: Александр Гарон Кайл Ковальски Линейные судьи: Дион Фостер Майкл Макгоуэн |
| 0 мин | Штраф                       | 2 мин   |                                  | Судьи: Александр Гарон Кайл Ковальски Линейные судьи: Дион Фостер Майкл Макгоуэн |
| |                             |         |                                  |                                                                                  |
| | 61                          | Броски  | 15                               |                                                                                  |

| 31 декабря 2020 19:30 | Швеция | 0:4 (0:2, 0:2, 0:0) | США | Роджерс Плэйс |

| Отчёт | Отчёт                                                         | Отчёт | Отчёт                      | Отчёт                                                                         |
| ----- | ------------------------------------------------------------- | --- | -------------------------- | ----------------------------------------------------------------------------- |
|       |                                                               | |                            |                                                                               |
|       | Хуго Альнефельт — 00:00-23:55 Йеспер Валльстедт — 23:55-60:00 | Вратари | 00:00-60:00 — Спенсер Найт | Судьи: Оливье Гуэн Тайсон Стюарт Линейные судьи: Келси Махоуни Натан Ванустен |
|       | Голы:                                                         | |                            | Судьи: Оливье Гуэн Тайсон Стюарт Линейные судьи: Келси Махоуни Натан Ванустен |
|       | 0:1 0:2 0:3 0:4                                               | 01:09 — Дрю Хеллесон (Дж. Фариначчи, Б. Бринк) 03:58 — Тревор Зеграс (Б. Фэйбер) 22:00 — Райан Джонсон (Т. Зеграс, А. Тюркотт) 23:55 — Алекс Тюркотт (А. Калиев, Т. Зеграс) |                            | Судьи: Оливье Гуэн Тайсон Стюарт Линейные судьи: Келси Махоуни Натан Ванустен |
|       |                                                               | |                            | Судьи: Оливье Гуэн Тайсон Стюарт Линейные судьи: Келси Махоуни Натан Ванустен |
|       |                                                               | |                            | Судьи: Оливье Гуэн Тайсон Стюарт Линейные судьи: Келси Махоуни Натан Ванустен |
|       |                                                               | |                            | Судьи: Оливье Гуэн Тайсон Стюарт Линейные судьи: Келси Махоуни Натан Ванустен |
| 4 мин | Штраф                                                         | 2 мин |                            | Судьи: Оливье Гуэн Тайсон Стюарт Линейные судьи: Келси Махоуни Натан Ванустен |
|       |                                                               | |                            |                                                                               |
|       | 27                                                            | Броски | 37                         |                                                                               |

## Плей-офф
|  | Четвертьфиналы | Четвертьфиналы | Четвертьфиналы | Четвертьфиналы | Четвертьфиналы | Четвертьфиналы | Четвертьфиналы | Четвертьфиналы | Четвертьфиналы | Четвертьфиналы |           |        | Полуфиналы (перепосев) | Полуфиналы (перепосев) | Полуфиналы (перепосев) | Полуфиналы (перепосев) | Полуфиналы (перепосев) | Полуфиналы (перепосев) | Полуфиналы (перепосев) | Полуфиналы (перепосев) | Полуфиналы (перепосев) | Полуфиналы (перепосев) |                   |                   | Финал             | Финал     | Финал     | Финал     | Финал     | Финал     | Финал     | Финал     | Финал     | Финал |
|  |                |                |                |                |                |                |                |                |                |                |           |        |                        |                        |                        |                        |                        |                        |                        |                        |                        |                        |                   |                   |                   |           |           |           |           |           |           |           |           |       |
|  | 1A             | Канада         | Канада         | Канада         | Канада         | Канада         | Канада         | Канада         | Канада         | 3              |           |        |                        |                        |                        |                        |                        |                        |                        |                        |                        |                        |                   |                   |                   |           |           |           |           |           |           |           |           |       |
|  | 1A             | Канада         | Канада         | Канада         | Канада         | Канада         | Канада         | Канада         | Канада         | 3              |           |        |                        |                        |                        |                        |                        |                        |                        |                        |                        |                        |                   |                   |                   |           |           |           |           |           |           |           |           |       |
|  | 4B             | Чехия          | Чехия          | Чехия          | Чехия          | Чехия          | Чехия          | Чехия          | Чехия          | 0              |           |        |                        |                        |                        |                        |                        |                        |                        |                        |                        |                        |                   |                   |                   |           |           |           |           |           |           |           |           |       |
|  | 4B             | Чехия          | Чехия          | Чехия          | Чехия          | Чехия          | Чехия          | Чехия          | Чехия          | 0              | 1A        | Канада | Канада                 | Канада                 | Канада                 | Канада                 | Канада                 | Канада                 | Канада                 | 5                      |                        |                        |                   |                   |                   |           |           |           |           |           |           |           |           |       |
|  |                |                |                |                |                |                |                |                |                |                | 1A        | Канада | Канада                 | Канада                 | Канада                 | Канада                 | Канада                 | Канада                 | Канада                 | 5                      |                        |                        |                   |                   |                   |           |           |           |           |           |           |           |           |       |
|  |                |                | 2B             | Россия         | Россия         | Россия         | Россия         | Россия         | Россия         | Россия         | Россия    | 0      |                        |                        |                        |                        |                        |                        |                        |                        |                        |                        |                   |                   |                   |           |           |           |           |           |           |           |           |       |
|  | 2B             | Россия         | Россия         | Россия         | Россия         | Россия         | Россия         | Россия         | Россия         | Россия         | Россия    | 0      | 2                      |                        |                        |                        |                        |                        |                        |                        |                        |                        |                   |                   |                   |           |           |           |           |           |           |           |           |       |
|  | 2B             | Россия         | Россия         | Россия         | Россия         | Россия         | Россия         | Россия         | Россия         |                |           |        | 2                      |                        |                        |                        |                        |                        |                        |                        |                        |                        |                   |                   |                   |           |           |           |           |           |           |           |           |       |
|  | 3A             | Германия       | Германия       | Германия       | Германия       | Германия       | Германия       | Германия       | Германия       | 1              |           |        |                        |                        |                        |                        |                        |                        |                        |                        |                        |                        |                   |                   |                   |           |           |           |           |           |           |           |           |       |
|  | 3A             | Германия       | Германия       | Германия       | Германия       | Германия       | Германия       | Германия       | Германия       | 1              |           |        |                        |                        |                        |                        |                        |                        |                        |                        |                        |                        | 1A                | Канада            | Канада            | Канада    | Канада    | Канада    | Канада    | Канада    | Канада    | 0         |           |       |
|  |                |                |                |                |                |                |                |                |                |                |           |        |                        |                        |                        |                        |                        |                        |                        |                        |                        |                        | 1A                | Канада            | Канада            | Канада    | Канада    | Канада    | Канада    | Канада    | Канада    | 0         |           |       |
|  |                |                | 1B             | США            | США            | США            | США            | США            | США            | США            | США       | 2      |                        |                        |                        |                        |                        |                        |                        |                        |                        |                        |                   |                   |                   |           |           |           |           |           |           |           |           |       |
|  | 1B             | США            | США            | США            | США            | США            | США            | США            | США            | США            | США       | 2      | 5                      |                        |                        |                        |                        |                        |                        |                        |                        |                        |                   |                   |                   |           |           |           |           |           |           |           |           |       |
|  | 1B             | США            | США            | США            | США            | США            | США            | США            | США            |                |           |        | 5                      |                        |                        |                        |                        |                        |                        |                        |                        |                        |                   |                   |                   |           |           |           |           |           |           |           |           |       |
|  | 4A             | Словакия       | Словакия       | Словакия       | Словакия       | Словакия       | Словакия       | Словакия       | Словакия       | 2              |           |        |                        |                        |                        |                        |                        |                        |                        |                        |                        |                        |                   |                   |                   |           |           |           |           |           |           |           |           |       |
|  | 4A             | Словакия       | Словакия       | Словакия       | Словакия       | Словакия       | Словакия       | Словакия       | Словакия       | 2              | 1B        | США    | США                    | США                    | США                    | США                    | США                    | США                    | США                    | 4                      |                        |                        |                   |                   |                   |           |           |           |           |           |           |           |           |       |
|  |                |                |                |                |                |                |                |                |                |                | 1B        | США    | США                    | США                    | США                    | США                    | США                    | США                    | США                    | 4                      |                        |                        |                   |                   |                   |           |           |           |           |           |           |           |           |       |
|  |                |                | 2A             | Финляндия      | Финляндия      | Финляндия      | Финляндия      | Финляндия      | Финляндия      | Финляндия      | Финляндия | 3      |                        |                        |                        |                        |                        |                        |                        |                        |                        |                        |                   |                   |                   |           |           |           |           |           |           |           |           |       |
|  | 2A             | Финляндия      | Финляндия      | Финляндия      | Финляндия      | Финляндия      | Финляндия      | Финляндия      | Финляндия      | Финляндия      | Финляндия | 3      | 3                      |                        |                        | Матч за 3-е место      | Матч за 3-е место      | Матч за 3-е место      | Матч за 3-е место      | Матч за 3-е место      | Матч за 3-е место      | Матч за 3-е место      | Матч за 3-е место | Матч за 3-е место | Матч за 3-е место |           |           |           |           |           |           |           |           |       |
|  | 2A             | Финляндия      | Финляндия      | Финляндия      | Финляндия      | Финляндия      | Финляндия      | Финляндия      | Финляндия      |                |           |        | 3                      |                        |                        | Матч за 3-е место      | Матч за 3-е место      | Матч за 3-е место      | Матч за 3-е место      | Матч за 3-е место      | Матч за 3-е место      | Матч за 3-е место      | Матч за 3-е место | Матч за 3-е место | Матч за 3-е место |           |           |           |           |           |           |           |           |       |
|  | 3B             | Швеция         | Швеция         | Швеция         | Швеция         | Швеция         | Швеция         | Швеция         | Швеция         | 2              |           |        |                        |                        |                        |                        |                        |                        |                        |                        |                        |                        |                   |                   |                   |           |           |           |           |           |           |           |           |       |
|  | 3B             | Швеция         | Швеция         | Швеция         | Швеция         | Швеция         | Швеция         | Швеция         | Швеция         | 2              |           |        |                        |                        |                        |                        |                        |                        |                        |                        |                        |                        |                   |                   |                   |           |           |           |           |           |           |           |           |       |
|  |                |                |                |                |                |                |                |                |                |                |           |        |                        |                        |                        |                        |                        |                        |                        |                        |                        |                        |                   |                   | 2A                | Финляндия | Финляндия | Финляндия | Финляндия | Финляндия | Финляндия | Финляндия | Финляндия | 4     |
|  |                |                |                |                |                |                |                |                |                |                |           |        |                        |                        |                        |                        |                        |                        |                        |                        |                        |                        |                   |                   | 2A                | Финляндия | Финляндия | Финляндия | Финляндия | Финляндия | Финляндия | Финляндия | Финляндия | 4     |
|  |                |                |                |                |                |                |                |                |                |                |           |        |                        |                        |                        |                        |                        |                        |                        |                        |                        |                        |                   |                   | 2B                | Россия    | Россия    | Россия    | Россия    | Россия    | Россия    | Россия    | Россия    | 1     |
|  |                |                |                |                |                |                |                |                |                |                |           |        |                        |                        |                        |                        |                        |                        |                        |                        |                        |                        |                   |                   | 2B                | Россия    | Россия    | Россия    | Россия    | Россия    | Россия    | Россия    | Россия    | 1     |

### Четвертьфинал
| 2 января 2021 10:00 | Россия | 2:1 (1:0, 1:0, 0:1) | Германия | Роджерс Плэйс |

| Отчёт | Отчёт                         | Отчёт                 | Отчёт                                                   | Отчёт                                                                       |
| --- | ----------------------------- | --------------------- | ------------------------------------------------------- | --------------------------------------------------------------------------- |
| |                               |                       |                                                         |                                                                             |
| | Ярослав Аскаров — 00:00-60:00 | Вратари               | 00:00-58:59 — Флориан Бугль 59:58-60:00 — Флориан Бугль | Судьи: Кайл Ковальски Мэтью Меннити Линейные судьи: Адам Харрис Бретт Макки |
| | Голы:                         |                       |                                                         | Судьи: Кайл Ковальски Мэтью Меннити Линейные судьи: Адам Харрис Бретт Макки |
| Василий Пономарёв (мен.) — 09:06 (С. Чистяков, З. Бардаков) Данил Башкиров - 28:27 (Е. Афанасьев, А. Грицюк) | 1:0 2:0 2:1                   | 43:24 — Флориан Элиас |                                                         | Судьи: Кайл Ковальски Мэтью Меннити Линейные судьи: Адам Харрис Бретт Макки |
| |                               |                       |                                                         | Судьи: Кайл Ковальски Мэтью Меннити Линейные судьи: Адам Харрис Бретт Макки |
| |                               |                       |                                                         | Судьи: Кайл Ковальски Мэтью Меннити Линейные судьи: Адам Харрис Бретт Макки |
| |                               |                       |                                                         | Судьи: Кайл Ковальски Мэтью Меннити Линейные судьи: Адам Харрис Бретт Макки |
| 10 мин | Штраф                         | 4 мин                 |                                                         | Судьи: Кайл Ковальски Мэтью Меннити Линейные судьи: Адам Харрис Бретт Макки |
| |                               |                       |                                                         |                                                                             |
| | 27                            | Броски                | 19                                                      |                                                                             |

| 2 января 2021 13:30 | Финляндия | 3:2 (0:2, 1:0, 2:0) | Швеция | Роджерс Плэйс |

| Отчёт | Отчёт                        | Отчёт                                                                            | Отчёт                                                       | Отчёт                                                                      |
| --- | ---------------------------- | -------------------------------------------------------------------------------- | ----------------------------------------------------------- | -------------------------------------------------------------------------- |
| |                              |                                                                                  |                                                             |                                                                            |
| | Кари Пииройнен — 00:00-60:00 | Вратари                                                                          | 00:00-59:35 — Хуго Альнефельт 59:56-60:00 — Хуго Альнефельт | Судьи: Оливье Гуэн Майк Лангин Линейные судьи: Мэттью Маннелла Бен О’Куинн |
| | Голы:                        |                                                                                  |                                                             | Судьи: Оливье Гуэн Майк Лангин Линейные судьи: Мэттью Маннелла Бен О’Куинн |
| Хенри Никканен — 25:32 (Э. Виро, Б. Ламберт) Антон Лунделль (бол.) — 51:04 (В. Хейнола) Рони Хирвонен — 59:35 (М. Петман) | 0:1 0:2 1:2 2:2 3:2          | 14:28 — Лукас Рэймонд (А. Юханссон) 16:05 — Эльмер Сёдерблум (бол.) (Л. Рэймонд) |                                                             | Судьи: Оливье Гуэн Майк Лангин Линейные судьи: Мэттью Маннелла Бен О’Куинн |
| |                              |                                                                                  |                                                             | Судьи: Оливье Гуэн Майк Лангин Линейные судьи: Мэттью Маннелла Бен О’Куинн |
| |                              |                                                                                  |                                                             | Судьи: Оливье Гуэн Майк Лангин Линейные судьи: Мэттью Маннелла Бен О’Куинн |
| |                              |                                                                                  |                                                             | Судьи: Оливье Гуэн Майк Лангин Линейные судьи: Мэттью Маннелла Бен О’Куинн |
| 20 мин | Штраф                        | 16 мин                                                                           |                                                             | Судьи: Оливье Гуэн Майк Лангин Линейные судьи: Мэттью Маннелла Бен О’Куинн |
| |                              |                                                                                  |                                                             |                                                                            |
| | 31                           | Броски                                                                           | 24                                                          |                                                                            |

| 2 января 2021 17:00 | Канада | 3:0 (2:0, 0:0, 1:0) | Чехия | Роджерс Плэйс |

| Отчёт | Отчёт                    | Отчёт   | Отчёт                                                                   | Отчёт                                                                          |
| --- | ------------------------ | ------- | ----------------------------------------------------------------------- | ------------------------------------------------------------------------------ |
| |                          |         |                                                                         |                                                                                |
| | Девон Леви — 00:00-60:00 | Вратари | 00:00-54:19 — Ник Малик 55:12-55:32 — Ник Малик 57:11-60:00 — Ник Малик | Судьи: Фрейзер Лоуренс Тайсон Стюарт Линейные судьи: Максим Шапю Келси Махоуни |
| | Голы:                    |         |                                                                         | Судьи: Фрейзер Лоуренс Тайсон Стюарт Линейные судьи: Максим Шапю Келси Махоуни |
| Дилан Козенс — 08:22 (К. Макмайкл) Боуэн Байрэм — 11:39 (П. Кребс, Д. Козенс) Коннор Макмайкл (п.в.) — 57:11 (К. Гули, П. Кребс) | 1:0 2:0 3:0              |         |                                                                         | Судьи: Фрейзер Лоуренс Тайсон Стюарт Линейные судьи: Максим Шапю Келси Махоуни |
| |                          |         |                                                                         | Судьи: Фрейзер Лоуренс Тайсон Стюарт Линейные судьи: Максим Шапю Келси Махоуни |
| |                          |         |                                                                         | Судьи: Фрейзер Лоуренс Тайсон Стюарт Линейные судьи: Максим Шапю Келси Махоуни |
| |                          |         |                                                                         | Судьи: Фрейзер Лоуренс Тайсон Стюарт Линейные судьи: Максим Шапю Келси Махоуни |
| 2 мин | Штраф                    | 2 мин   |                                                                         | Судьи: Фрейзер Лоуренс Тайсон Стюарт Линейные судьи: Максим Шапю Келси Махоуни |
| |                          |         |                                                                         |                                                                                |
| | 25                       | Броски  | 29                                                                      |                                                                                |

| 2 января 2021 20:30 | США | 5:2 (1:0, 2:1, 2:1) | Словакия | Роджерс Плэйс |

| Отчёт | Отчёт                       | Отчёт                                                                                | Отчёт                                                   | Отчёт                                                                              |
| --- | --------------------------- | ------------------------------------------------------------------------------------ | ------------------------------------------------------- | ---------------------------------------------------------------------------------- |
| |                             |                                                                                      |                                                         |                                                                                    |
| | Спенсер Найт — 00:00-60:00  | Вратари                                                                              | 00:00-58:29 — Шимон Латкоци 58:36-60:00 — Шимон Латкоци | Судьи: Гильом Лабонте Марк Пирс Линейные судьи: Гильом Брюнелль Таррингтон Вионцек |
| | Голы:                       |                                                                                      |                                                         | Судьи: Гильом Лабонте Марк Пирс Линейные судьи: Гильом Брюнелль Таррингтон Вионцек |
| Артур Калиев (бол.) — 10:44 (М. Болди, Т. Зеграс) Джон Фариначчи — 31:55 (Р. Джонсон, Б. Берард) Коул Кофилд (бол.) — 36:53 (Т. Зеграс) Джон Фариначчи — 55:46 (Б. Бринк) Мэттью Бенирс (п.в.) — 58:36 (Б. Бринк) | 1:0 2:0 3:0 3:1 3:2 4:2 5:2 | 38:32 — Матей Кашлик (Ш. Немец, Я. Коленич) 49:50 — Доминик Сойка (бол.) (С. Княжко) |                                                         | Судьи: Гильом Лабонте Марк Пирс Линейные судьи: Гильом Брюнелль Таррингтон Вионцек |
| |                             |                                                                                      |                                                         | Судьи: Гильом Лабонте Марк Пирс Линейные судьи: Гильом Брюнелль Таррингтон Вионцек |
| |                             |                                                                                      |                                                         | Судьи: Гильом Лабонте Марк Пирс Линейные судьи: Гильом Брюнелль Таррингтон Вионцек |
| |                             |                                                                                      |                                                         | Судьи: Гильом Лабонте Марк Пирс Линейные судьи: Гильом Брюнелль Таррингтон Вионцек |
| 16 мин | Штраф                       | 10 мин                                                                               |                                                         | Судьи: Гильом Лабонте Марк Пирс Линейные судьи: Гильом Брюнелль Таррингтон Вионцек |
| |                             |                                                                                      |                                                         |                                                                                    |
| | 27                          | Броски                                                                               | 10                                                      |                                                                                    |

### Полуфинал
| 4 января 2021 16:00 | Канада | 5:0 (3:0, 1:0, 1:0) | Россия | Роджерс Плэйс |

| Отчёт | Отчёт                    | Отчёт   | Отчёт                                                       | Отчёт                                                                      |
| --- | ------------------------ | ------- | ----------------------------------------------------------- | -------------------------------------------------------------------------- |
| |                          |         |                                                             |                                                                            |
| | Девон Леви — 00:00-60:00 | Вратари | 00:00-57:06 — Ярослав Аскаров 58:31-60:00 — Ярослав Аскаров | Судьи: Оливье Гуэн Бретт Роланд Линейные судьи: Джонатан Дешам Бен О‘Куинн |
| | Голы:                    |         |                                                             | Судьи: Оливье Гуэн Бретт Роланд Линейные судьи: Джонатан Дешам Бен О‘Куинн |
| Алекс Ньюхук — 00:59 (Б. Шнайдер, Дж. Куинн) Коннор Макмайкл — 10:33 (Я. Пеллетье, Д. Козенс) Коул Перфетти (бол.) — 15:05 (Б. Байрэм, Д. Козенс) Брэйден Шнайдер — 24:09 (Р. Сузуки, Д. Мерсер) Дилан Козенс (п.в.) — 58:31 (Я. Пеллетье) | 1:0 2:0 3:0 4:0 5:0      |         |                                                             | Судьи: Оливье Гуэн Бретт Роланд Линейные судьи: Джонатан Дешам Бен О‘Куинн |
| |                          |         |                                                             | Судьи: Оливье Гуэн Бретт Роланд Линейные судьи: Джонатан Дешам Бен О‘Куинн |
| |                          |         |                                                             | Судьи: Оливье Гуэн Бретт Роланд Линейные судьи: Джонатан Дешам Бен О‘Куинн |
| |                          |         |                                                             | Судьи: Оливье Гуэн Бретт Роланд Линейные судьи: Джонатан Дешам Бен О‘Куинн |
| 4 мин | Штраф                    | 8 мин   |                                                             | Судьи: Оливье Гуэн Бретт Роланд Линейные судьи: Джонатан Дешам Бен О‘Куинн |
| |                          |         |                                                             |                                                                            |
| | 35                       | Броски  | 28                                                          |                                                                            |

| 4 января 2021 19:30 | США | 4:3 (1:1, 2:0, 1:2) | Финляндия | Роджерс Плэйс |

| Отчёт | Отчёт                       | Отчёт | Отчёт                        | Отчёт                                                                                  |
| --- | --------------------------- | --- | ---------------------------- | -------------------------------------------------------------------------------------- |
| |                             | |                              |                                                                                        |
| | Спенсер Найт — 00:00-60:00  | Вратари | 00:00-59:04 — Кари Пииройнен | Судьи: Майкл Кэмпбелл Картер Сендлак Линейные судьи: Натан Ванустен Таррингтон Вионцек |
| | Голы:                       | |                              | Судьи: Майкл Кэмпбелл Картер Сендлак Линейные судьи: Натан Ванустен Таррингтон Вионцек |
| Алекс Тюркотт — 12:39 (А. Калиев, Б. Фэйбер) Джон Фариначчи — 35:53 (Дж. Лакомб) Мэттью Болди (бол.) — 37:00 (Т. Зеграс, К. Кофилд) Артур Калиев — 58:44 (А. Тюркотт, Дж. Сандерсон) | 1:0 1:1 2:1 3:1 3:2 3:3 4:3 | 14:06 — Каспер Симонтайваль (бол.) (К. Пуутио, В. Хейнола) 51:38 — Каспер Симонтайваль (К. Пуутио, С. Хелениус) 56:17 — Ронни Хирвонен (бол.) (А. Лунделль, В. Хейнола) |                              | Судьи: Майкл Кэмпбелл Картер Сендлак Линейные судьи: Натан Ванустен Таррингтон Вионцек |
| |                             | |                              | Судьи: Майкл Кэмпбелл Картер Сендлак Линейные судьи: Натан Ванустен Таррингтон Вионцек |
| |                             | |                              | Судьи: Майкл Кэмпбелл Картер Сендлак Линейные судьи: Натан Ванустен Таррингтон Вионцек |
| |                             | |                              | Судьи: Майкл Кэмпбелл Картер Сендлак Линейные судьи: Натан Ванустен Таррингтон Вионцек |
| 10 мин | Штраф                       | 4 мин |                              | Судьи: Майкл Кэмпбелл Картер Сендлак Линейные судьи: Натан Ванустен Таррингтон Вионцек |
| |                             | |                              |                                                                                        |
| | 26                          | Броски | 36                           |                                                                                        |

### Матч за 3-е место
| 5 января 2021 15:30 | Финляндия | 4:1 (0:1, 1:0, 3:0) | Россия | Роджерс Плэйс |

| Отчёт | Отчёт                        | Отчёт                            | Отчёт                                                                                     | Отчёт                                                                        |
| --- | ---------------------------- | -------------------------------- | ----------------------------------------------------------------------------------------- | ---------------------------------------------------------------------------- |
| |                              |                                  |                                                                                           |                                                                              |
| | Кари Пииройнен — 00:00-60:00 | Вратари                          | 00:00-58:05 — Ярослав Аскаров 58:32-58:47 — Ярослав Аскаров 59:47-60:00 — Ярослав Аскаров | Судьи: Майкл Кэмпбелл Кайл Ковальски Линейные судьи: Максим Шапю Бен О‘Куинн |
| | Голы:                        |                                  |                                                                                           | Судьи: Майкл Кэмпбелл Кайл Ковальски Линейные судьи: Максим Шапю Бен О‘Куинн |
| Антон Лунделль — 25:05 (Т. Ниемеля, М. Мантюкиви) Микко Петман — 41:13 (Э. Виро, С. Хелениус) Антон Лунделль (п.в.) — 58:32 Юусо Парссинен (п.в.) — 59:47 (М. Пюухтия) | 0:1 :1 2:1 3:1 4:1           | 06:03 — Илья Сафонов (М. Грошев) |                                                                                           | Судьи: Майкл Кэмпбелл Кайл Ковальски Линейные судьи: Максим Шапю Бен О‘Куинн |
| |                              |                                  |                                                                                           | Судьи: Майкл Кэмпбелл Кайл Ковальски Линейные судьи: Максим Шапю Бен О‘Куинн |
| |                              |                                  |                                                                                           | Судьи: Майкл Кэмпбелл Кайл Ковальски Линейные судьи: Максим Шапю Бен О‘Куинн |
| |                              |                                  |                                                                                           | Судьи: Майкл Кэмпбелл Кайл Ковальски Линейные судьи: Максим Шапю Бен О‘Куинн |
| 4 мин | Штраф                        | 6 мин                            |                                                                                           | Судьи: Майкл Кэмпбелл Кайл Ковальски Линейные судьи: Максим Шапю Бен О‘Куинн |
| |                              |                                  |                                                                                           |                                                                              |
| | 32                           | Броски                           | 29                                                                                        |                                                                              |

### Финал
| 5 января 2021 19:30 | Канада | 0:2 (0:1, 0:1, 0:0) | США | Роджерс Плэйс |

| Отчёт | Отчёт                                             | Отчёт                                                                            | Отчёт                      | Отчёт                                                                           |
| ----- | ------------------------------------------------- | -------------------------------------------------------------------------------- | -------------------------- | ------------------------------------------------------------------------------- |
|       |                                                   |                                                                                  |                            |                                                                                 |
|       | Девон Леви — 00:00-57:37 Девон Леви — 57:52-58:22 | Вратари                                                                          | 00:00-60:00 — Спенсер Найт | Судьи: Оливье Гуэн Картер Сендлак Линейные судьи: Джонатан Дешам Натан Ванустен |
|       | Голы:                                             |                                                                                  |                            | Судьи: Оливье Гуэн Картер Сендлак Линейные судьи: Джонатан Дешам Натан Ванустен |
|       | 0:1 0:2                                           | 13:25 — Алекс Тюркотт (Д. Хеллесон, Т. Зеграс) 20:32 — Тревор Зеграс (А. Калиев) |                            | Судьи: Оливье Гуэн Картер Сендлак Линейные судьи: Джонатан Дешам Натан Ванустен |
|       |                                                   |                                                                                  |                            | Судьи: Оливье Гуэн Картер Сендлак Линейные судьи: Джонатан Дешам Натан Ванустен |
|       |                                                   |                                                                                  |                            | Судьи: Оливье Гуэн Картер Сендлак Линейные судьи: Джонатан Дешам Натан Ванустен |
|       |                                                   |                                                                                  |                            | Судьи: Оливье Гуэн Картер Сендлак Линейные судьи: Джонатан Дешам Натан Ванустен |
| 2 мин | Штраф                                             | 2 мин                                                                            |                            | Судьи: Оливье Гуэн Картер Сендлак Линейные судьи: Джонатан Дешам Натан Ванустен |
|       |                                                   |                                                                                  |                            |                                                                                 |
|       | 34                                                | Броски                                                                           | 21                         |                                                                                 |

## Рейтинг и статистика

### Итоговое положение команд
| 1.  | США       |
| 2.  | Канада    |
| 3.  | Финляндия |
| 4.  | Россия    |
| 5.  | Швеция    |
| 6.  | Германия  |
| 7.  | Чехия     |
| 8.  | Словакия  |
| 9.  | Швейцария |
| 10. | Австрия   |

| Чемпион мира по хоккею с шайбой среди молодёжных команд 2021 |
| США 5-й титул                                                |

### Лучшие бомбардиры
| Игрок                | И | Г | П  | О  | Штр | +/− |
| -------------------- | - | - | -- | -- | --- | --- |
| Тревор Зеграс        | 7 | 7 | 11 | 18 | 0   | +9  |
| Дилан Козенс         | 7 | 8 | 8  | 16 | 6   | +11 |
| Антон Лунделль       | 7 | 6 | 4  | 10 | 4   | +7  |
| Тим Штюцле           | 5 | 5 | 5  | 10 | 8   | -4  |
| Джон-Джейсон Петерка | 5 | 4 | 6  | 10 | 2   | -5  |
| Флориан Элиас        | 5 | 4 | 5  | 9  | 4   | -2  |
| Коннор Макмайкл      | 7 | 4 | 4  | 8  | 4   | +8  |
| Артур Калиев         | 7 | 3 | 5  | 8  | 4   | +9  |
| Пейтон Кребс         | 7 | 3 | 5  | 8  | 4   | +8  |
| Алекс Тюркотт        | 7 | 3 | 5  | 8  | 2   | +8  |

Примечание: И = Количество проведённых игр; Г = Голы; П = Голевые передачи; О = Очки; Штр = Штрафное время; +/− = Плюс-минус
 По данным: IIHF.com

### Лучшие вратари
В списке вратари, сыгравшие не менее 40 % от всего игрового времени их сборной.
| Игрок           | ВП     | ПШ | КН   | %ОБ   | И"0" |
| --------------- | ------ | -- | ---- | ----- | ---- |
| Девон Леви      | 398:07 | 5  | 0.75 | 96.40 | 3    |
| Спенсер Найт    | 332:15 | 9  | 1.63 | 93.96 | 3    |
| Шимон Латкоци   | 183:54 | 8  | 2.61 | 92.16 | 1    |
| Кари Пииройнен  | 357:57 | 13 | 2.18 | 91.45 | 1    |
| Ярослав Аскаров | 360:11 | 15 | 2.50 | 91.38 | 0    |

Примечание: ВП = Время на площадке; ПШ = Пропущено шайб; КН = Коэффициент надёжности; %ОБ = Процент отражённых бросков; И"0" = «Сухие игры»
 По данным: IIHF.com

### Индивидуальные награды
Самый ценный игрок (MVP):
- Тревор Зеграс

Лучшие игроки:
- Вратарь:  Девон Леви
- Защитник:  Топи Ниемеля
- Нападающий:  Тим Штюцле

Сборная всех звёзд:
- Вратарь:  Девон Леви
- Защитники:  Боуэн Байрэм —  Вилле Хейнола
- Нападающие:  Тревор Зеграс —  Дилан Козенс —  Тим Штюцле

 По данным: IIHF.com